# Flughafen Mossul

i7
i11
i13
Der Flughafen Mossul (arabisch مطار الموصل الدولي, englisch Mosul International Airport, IATA-Code: OSM, ICAO-Code: ORBM) befindet sich bei Mossul im Nordirak und verfügt über eine Betonpiste.

## Geschichte
Ursprünglich wurde er in den 1920er Jahren als britische Militärbasis erbaut und wurde im Jahr 1992 mit der Errichtung eines neuen Terminals zu einem zivilen Flughafen.
Seit 1992 wird der Flughafen zivil genutzt.
Nach Renovierungsarbeiten erreichte der Flughafen internationale Standards und die Kategorie 1. Im Dezember 2007 wurde er wieder eröffnet.
Am 9. Juni 2014 fiel der Flughafen in die Hände des Islamischen Staates.
Seit dem 21. September 2014 ist der Flughafen aus Sicherheitsgründen geschlossen. Am 23. Februar 2017 wurde der Flughafen Mossul von den Irakischen Streitkräften infolge der Schlacht um Mossul eingenommen.
Die Wiedereröffnung ist bis Ende 2024 geplant.

## Zwischenfälle
- Am 17. April 1973 machte eine Vickers Viscount 735 der Iraqi Airways (Luftfahrzeugkennzeichen YI-ACL) eine Bauchlandung auf dem Flughafen, nachdem der gesamte Treibstoff verbraucht war. Alle 33 Insassen überlebten den Unfall; die Maschine wurde irreparabel beschädigt.[9]
- Während der gewaltsamen Eroberung Kuwaits durch den Irak im Zweiten Golfkrieg waren durch irakische Besatzungstruppen mindestens zehn Flugzeuge der Kuwait Airways gestohlen und in den Irak verbracht worden. Es handelte sich um drei Airbus A300, fünf Airbus A310 sowie zwei Boeing 767. Zwei Boeing 767 (9K-AIB, 9K-AIB) wurden am 17. November 1990 zum Flughafen Mossul geflogen, ebenso wie später die beiden Airbus A300 9K-AHF und 9K-AHG. Zwischen Ende Januar und Anfang Februar 1991 wurden diese vier Flugzeuge hier bei Bombenangriffen der UN-Truppen zerstört.[10]